# Yrkeshögskolan Laurea

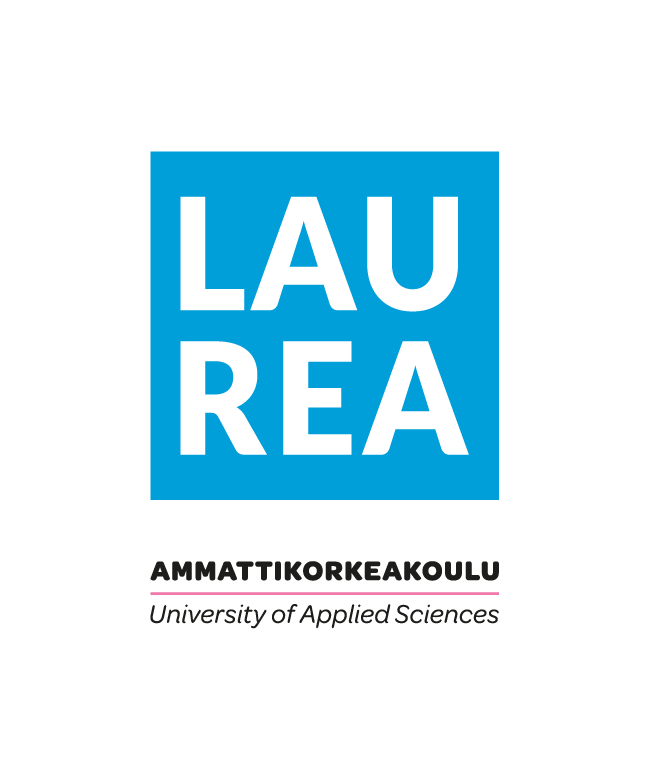
Yrkeshögskolan Laurea.

Yrkeshögskolan Laurea (finska: Laurea-ammattikorkeakoulu, engelska: Laurea University of Applied Sciences) är en yrkeshögskola belägen i Nyland i södra Finland. Den grundades 1992 och har verksamhet på sex campus i Helsingforsregionen och omkringliggande städer. Laurea uppnådde status som europeiskt universitet år 2024.

## Historia
Laurea inledde sin verksamhet 1991 i Vanda som en av Finlands första experimentella yrkeshögskolor. Den kallades ursprungligen Vanda yrkeshögskola. Under 1997-1998 expanderade institutionen till att omfatta närmare 20 utbildningsinstitutioner i Nyland och bytte namn till Esbo-Vanda yrkeshögskola för att återspegla dess huvudsakliga ägarkommuner.Den finska regeringen beviljade Laurea permanent verksamhetsstatus år 2000. År 2001 antog institutionen sitt nuvarande namn, Laurea University of Applied Sciences.

## Organisation och campus
Laurea driver sex campus i Nyland:
- Hyvinge
- Alberga (Esbo)
- Lojo
- Otnäs (Esbo)
- Borgå
- Dickursby (Vanda)[4]

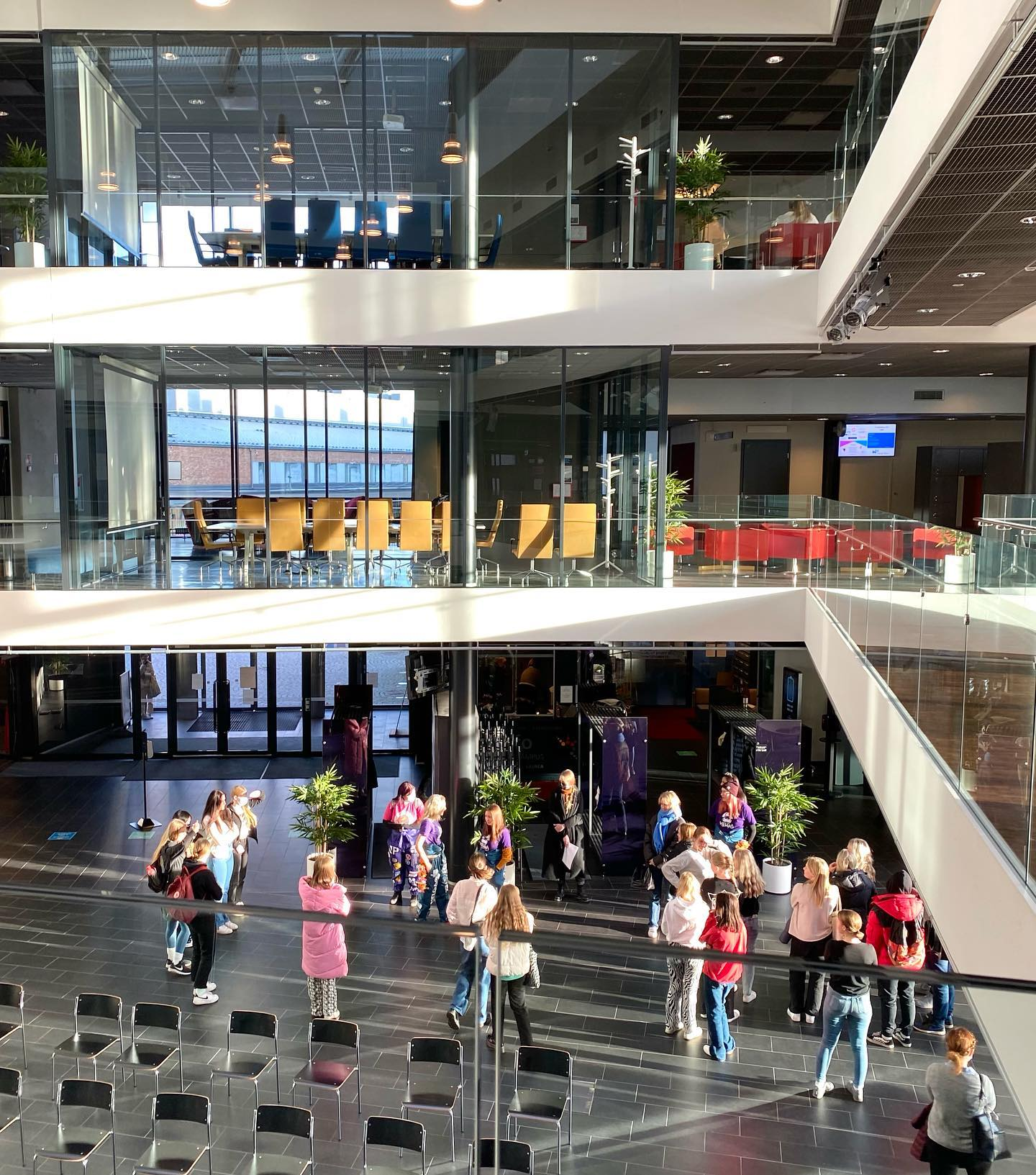
Laurea i Borgå.

Per 2023 består Laurea-gemenskapen av cirka 9 900 studenter, 660 anställda och 34 700 alumner.

## Akademiska program

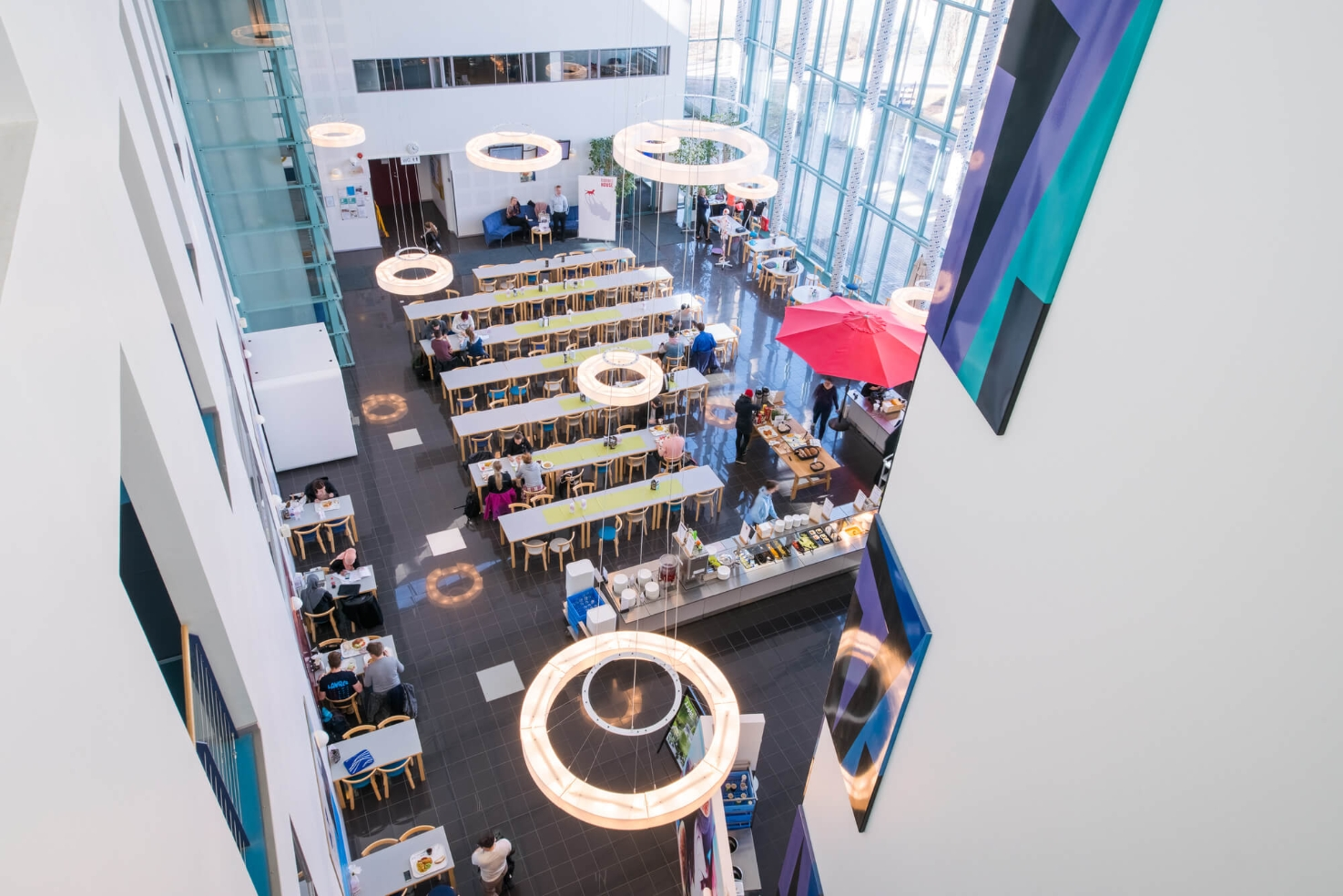
Laurea i Otnäs.

Laurea erbjuder både kandidat- och magisterprogram inom olika studieområden:
- Företagsledning
- Socialtjänst och hälsovård
- Hospitality Management[4]

Institutionen har 18 utbildningsprogram, varav sex undervisas på engelska. Några anmärkningsvärda program inkluderar:
- Kandidatexamen i Business Information Technology
- Kandidatexamen i omvårdnad
- Kandidatexamen i Hospitality Management och tjänstedesign
- Magisterexamen i framtidsorienterad projektledning
- Magisterexamen i global hälsa och krishantering[5][6]

## Forskning och utveckling
Laurea är aktivt involverad i forsknings- och utvecklingsverksamhet. Institutionen har flera forskningsprogram, inklusive:
1. Hållbar och mångsidig social- och hälsovård
2. Sammanhängande säkerhet[7]

År 2022 uppgick Laureas externa forsknings-, utvecklings- och innovationsfinansiering (FUI) till 7,26 miljoner euro.

## Internationellt samarbete
Laurea deltar i internationella mobilitetsprogram, med cirka 550 utbyten mellan Laurea och dess 250 partners världen över. År 2024 blev den en del av European Universities-initiativet, ett program inom Europeiska unionen. Mittuniversitetet, Luleå tekniska universitet, Hälsohögskolan i Jönköping och Göteborgs universitet var Laureas samarbetspartner år 2025.

## Erkännande och statistik
År 2022 erkändes Laurea som den mest attraktiva yrkeshögskolan i Finlands gemensamma vårdsansökan, med 4,1 förstahandssökande per tillgänglig plats.Annan anmärkningsvärd statistik inkluderar:
- 96,0% sysselsättningsgrad för examinerade ett år efter examen (2020)
- 1 594 kandidatexamina (2022)
- 320 magisterexamina (2022)
- Årlig omsättning på 59 miljoner euro (2022)[9]

Laurea University of Applied Sciences fortsätter att spela en betydande roll i Finlands högre utbildningslandskap, med fokus på tillämpad vetenskap och praktisk, branschorienterad utbildning.